# Pontonia unidens
Pontonia unidens är en kräftdjursart som beskrevs av Kingsley 1880. Pontonia unidens ingår i släktet Pontonia och familjen Palaemonidae. Inga underarter finns listade i Catalogue of Life.